# ابراهیما دیالو (بازیکن فوتبال، زاده ۱۹۸۵)
ابراهیما دیالو (انگلیسی: Ibrahima Diallo؛ زادهٔ ۲۶ سپتامبر ۱۹۸۵) بازیکن فوتبال اهل گینه است.
از باشگاه‌هایی که در آن بازی کرده است می‌توان به باشگاه ورزشی بووران، باشگاه فوتبال رویال شارلوا، باشگاه فوتبال آنژه، باشگاه فوتبال اوستنده، باشگاه فوتبال روآن، و باشگاه فوتبال گنگام اشاره کرد.
وی همچنین در تیم ملی فوتبال گینه بازی کرده است.